# Hôtel de Carcès
L'hôtel de Carcès est un hôtel particulier, situé au 12 rue Émeric-David à Aix-en-Provence.

## Historique
L'hôtel de Carcès fut construit à la fin du XVIe siècle pour Jean Guesnay, trésorier général de France.
Le bâtiment passa à la famille de Carcès en 1612.
En 1660, il vit passer les nièces du cardinal Mazarin, lorsqu'il appartenait à François de Simiane, comte de Carcès et lieutenant général du Roi. C'est à l'occasion de la visite de Louis XIV à Aix qu'elles furent reçues chez lui, ce qui provoqua une plaisanterie locale : une nuit, alors que ces filles d'honneur de la reine mère dormaient à l'hôtel de Carcès, un Aixois changea le "C" de "Carces" en "G" ("hôtel de Garces") au dessus de la porte principale.
En 1662, il fut vendu à Pierre de Coriolis et sa famille le garda jusqu'à la fin du XVIIIe siècle.
Sous Louis-Philippe, la maison appartint au premier maire d'Aix après la révolution de 1830, le conseiller d'État Ambroise Mottet, et  à ses descendants (familles Féraud-Giraud, Beau) jusqu'au milieu du XXe siècle.

## Protection
L'hôtel a été inscrit au titre des monuments historiques le 13 septembre 1988.

## Architecture
Les boiseries de la porte d'entrée datent du XVIIe siècle.
L'hôtel contient des écuries à larges ouvertures, auxquelles on accède par un vestibule puis une cour fermée.
Une pièce de l'entresol est notable pour avoir conservé un plafond à la française sur fond d'or.

## Commentaires
Le bâtiment est une résidence privée et n'est pas ouvert à la visite. Néanmoins, la visite de la cour intérieure est tolérée pendant les heures d'ouverture du bâtiment. Des visites publiques sont aussi organisées, notamment lors des Journées du patrimoine.
La rue Émeric-David, où est situé l'hôtel de Carcès, abrite plusieurs autres hôtels particuliers et maisons historiques, dont: l'hôtel de Panisse-Passis, l'hôtel de Barlet, l'hôtel de Maliverny, l'hôtel de Monval, l'hôtel de Comte Siméon, le domicile des Cézanne (de 1878 à 1881) ou encore le domicile du peintre aixois Achille Emperaire.

## Galerie de photographies

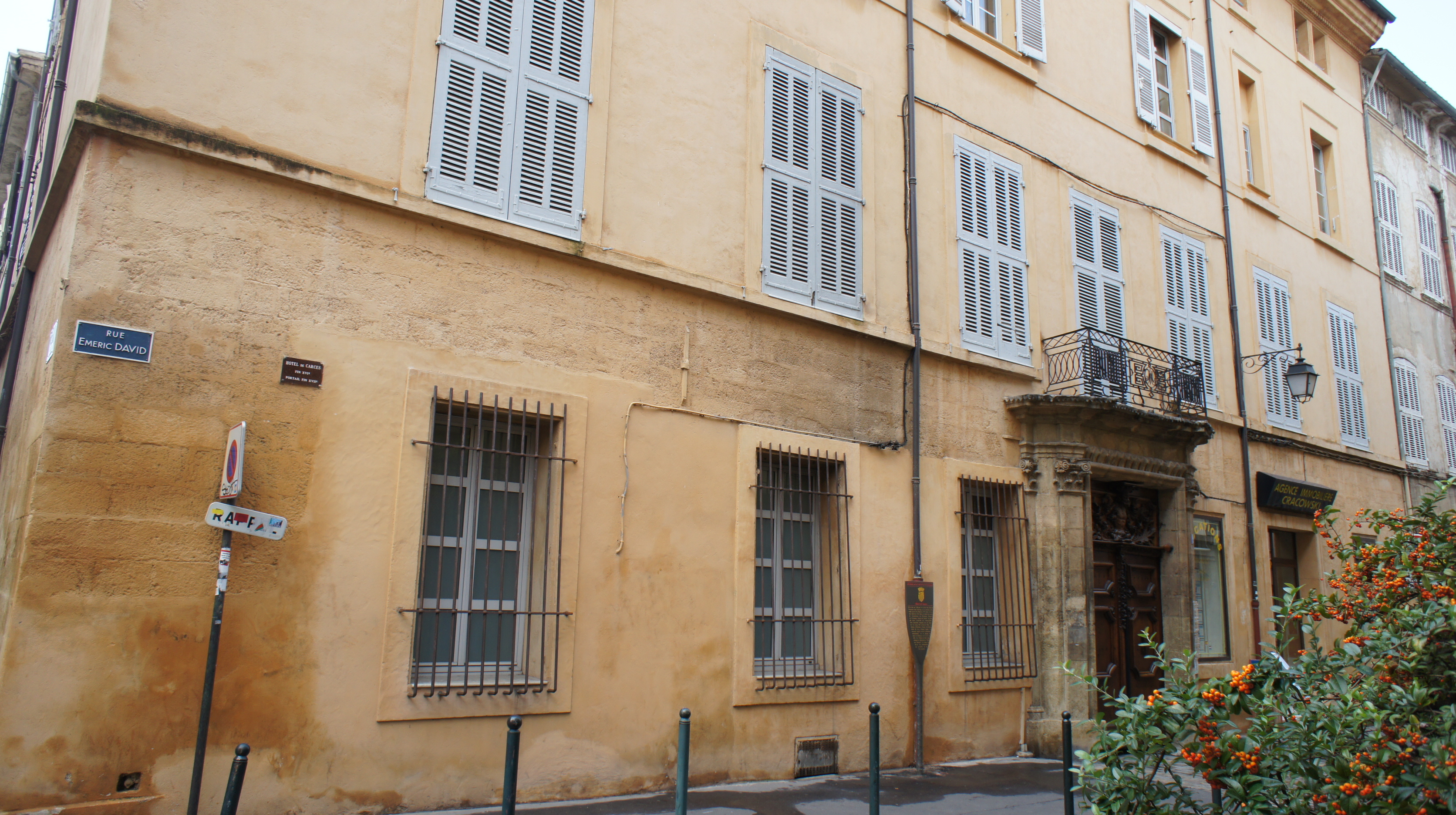
Façade.
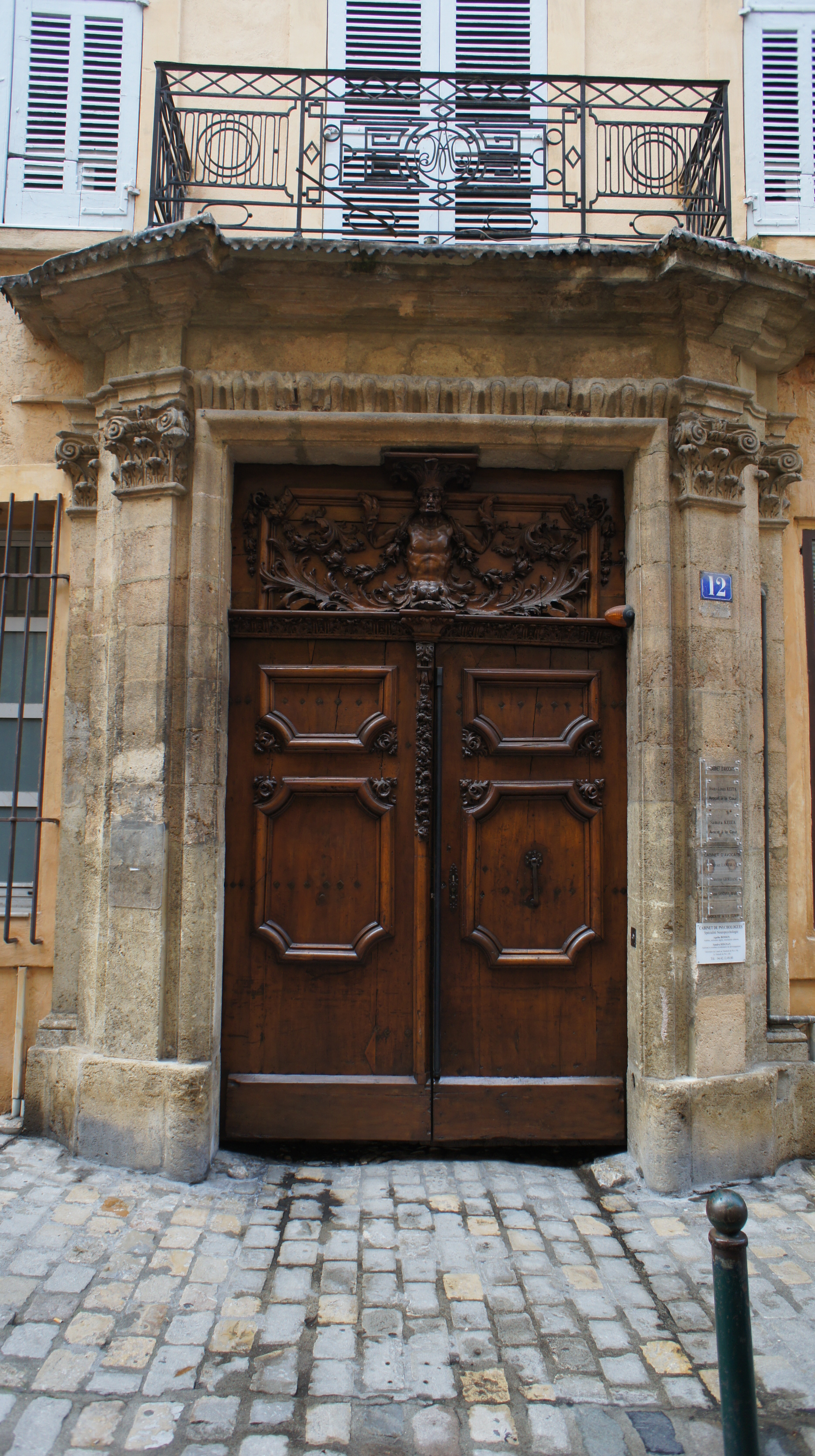
Porte du XVIIe siècle de l'hôtel de Carcès, surmontée d'un buste de faune.
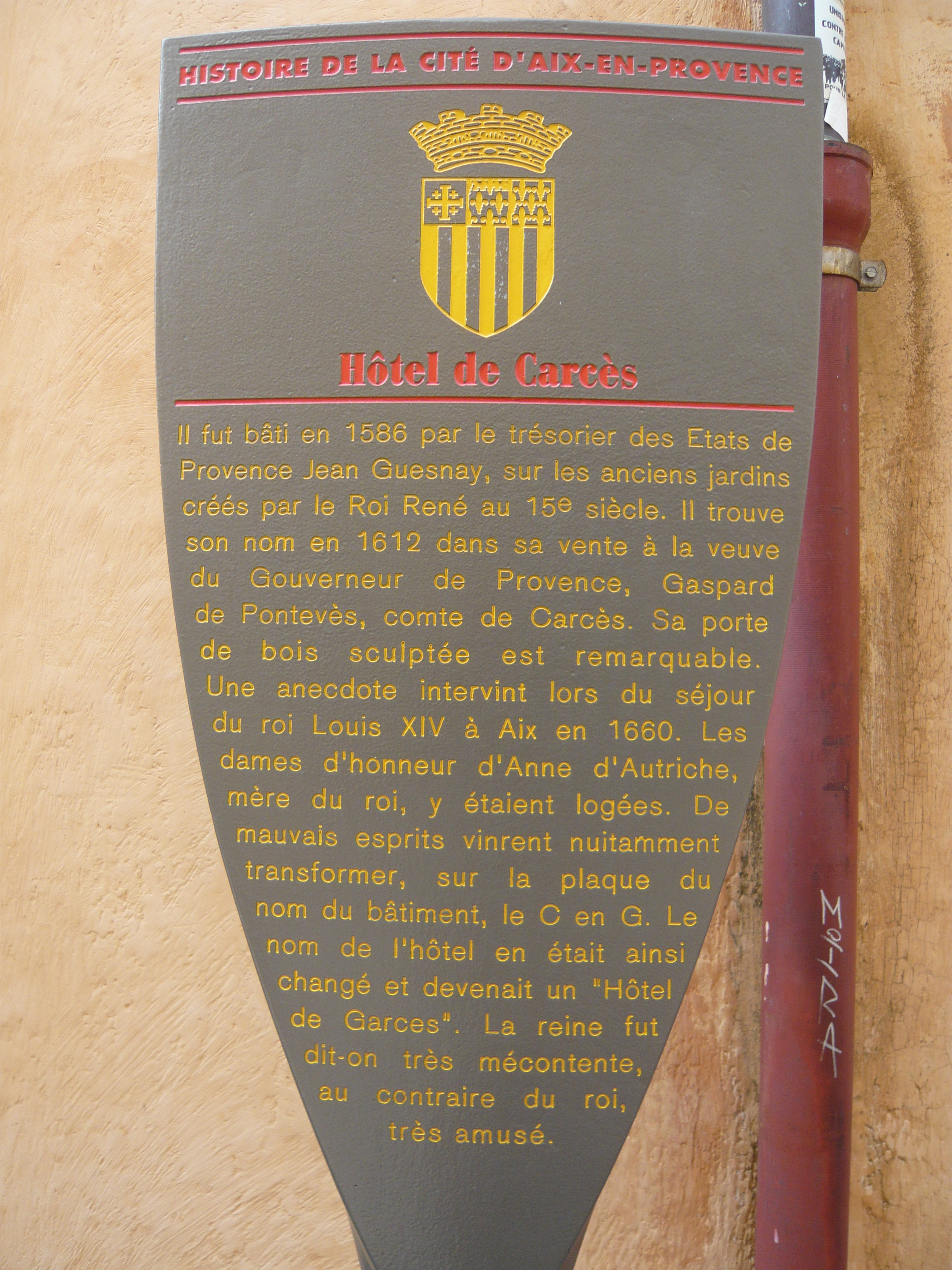
Note historique de la municipalité d'Aix-en-Provence sur l'hôtel de Carcès, visible à l'extérieur du bâtiment.